# Kalimba
La kalimba (o calimba), también conocida como sanza, mbira o mambira es un instrumento musical idiófono, de sonido dulce inventado y extendido por todo el continente africano, está hecho de material recuperado. 
Recibe diferentes nombres, según los países y pueblos: malimba, mbira (o sanza), kisaanji, kisanji (o quissange), cucú cu, tyitanzi, quisanche (o quisanga o quizanga) (según Alejo Alaniz también se denomina acordeón de mano), likembe, sansula, etc.
Asociada al pueblo shona, se ejecuta principalmente en ceremonias religiosas y reuniones sociales. Tiene su mayor arraigo en Zimbabue, al sureste de África, donde es considerado un instrumento nacional. Además, es considerada por algunos autores como un antecesor del piano. Las primeras noticias sobre la mbira data son del siglo XVI, habiendo sido llevada a Iberoamérica por los esclavos.

## Descripción
Consiste en un grupo de láminas, adheridas a un tablero o resonador de madera, muchas veces en madera de caoba. Las mismas son presionadas y soltadas con los pulgar para producir melodías y acompañamientos. 
Las lenguas son de diferente longitud y material, duras pero flexibles, fabricadas generalmente en metal aunque también se pueden fabricar con bambú. Están fijadas a un puente por un extremo y tienen libre el otro, de forma que producen sonidos al ser punteadas con las uñas o incluso los dedos por los extremos libres. Según la longitud, las láminas vibrarán a mayor o menor frecuencia lo que se traduce en notas diferentes que pueden afinarse alargando o disminuyendo su longitud. Su afinación se efectúa dando ligeros golpes secos con un pequeño martillo en los extremos de cada tecla para alargar o acortar las láminas correspondientes a cada nota.

### Caja de resonancia
La caja de resonancia o tabla plana es donde se amplifica el sonido al rebotar en su interior. También las hay sin Caja de resonancia generalmente fabricadas en láminas de madera sólida o láminas de acrílico.

## Ejecución
La persona tiene que sujetar la caja de resonancia con las palmas de sus manos posicionadas debajo del instrumento y dejando los pulgares libres para soltar y flexionar las lenguas con un movimiento para abajo. Tiene dos pequeños agujeros en la parte posterior que pueden ser tapados o dejados libres para crear cambios en el sonido para crear por ejemplo el efecto wah-wah.

### Ubicación de las notas
Generalmente la ubicación de las notas es intercalada comenzando la escala con la nota más grave al centro y continuando un orden intercalado de izquierda, derecha, izquierda, derecha hasta la última tecla, es decir:
```
DO  La  Fa  Re  Do  Mi  Sol Si  Re
```

También están las kalimbas con una afinación especial, que tienen teclas dispuestas en un orden único y personalizado.